# Uelen
Uelen (del ruso: Уэлен) es un pequeño asentamiento urbano de Rusia, situado en el punto más extremo oriente del país. Muy cerca del círculo polar ártico, en el distrito autónomo de Chukotka. 
Se encuentra enfrentado a Wales, perteneciente a Alaska, Estados Unidos separado de dicho asentamiento por el estrecho de Bering.

## Geografía

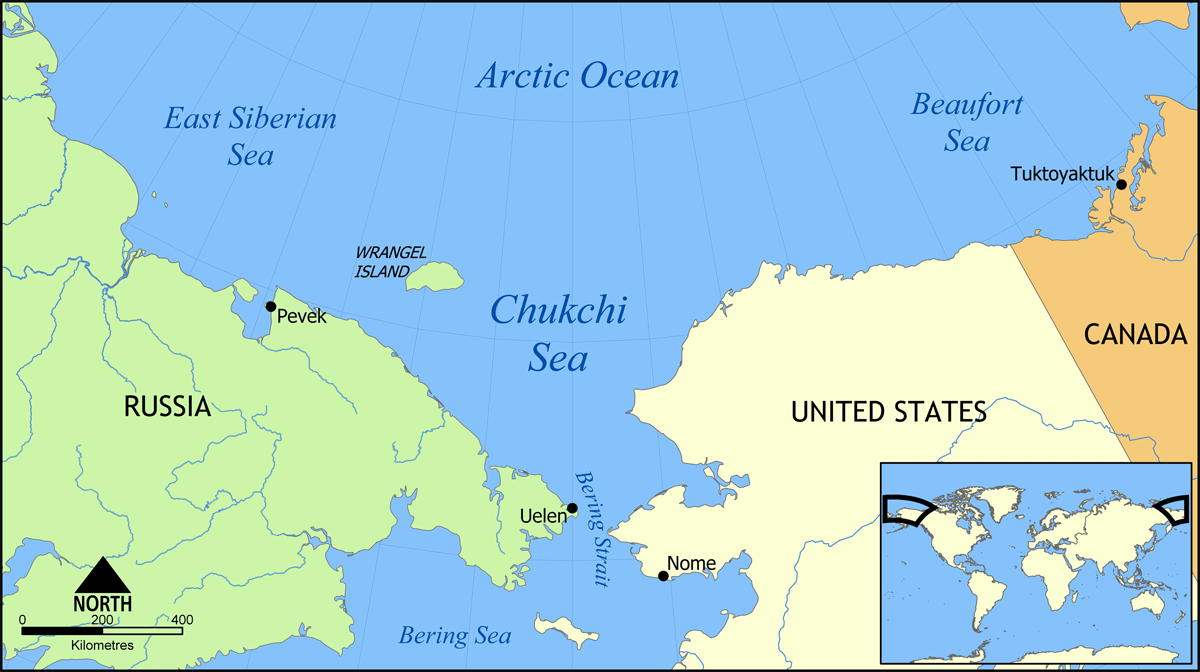
Uelen en mapa del mar de Chukotka (Chukchi Sea)

El pueblo está situado en la parte nororiental de la península de Chukchi, en las proximidades del cabo Dezhneva, el punto más oriental de Eurasia. Se encuentra exactamente en la parte norte de la laguna de Uelen, de una longitud de 15,3 km, separada de las aguas del mar de Chukotka por el cordón de Uelen, en el que se extiende la aldea a lo largo. Se encuentra situado a una altitud de 3 metros.

## Clima
Ubicado a pocos kilómetros del círculo polar ártico, Uelen posee un clima extremo. La temperatura media anual es inferior a 0.3 °C. Los inviernos duran en promedio 9 meses (de septiembre a mayo) y son muy fríos, con temperaturas que oscilan entre los -5 °C a -30 °C. Los veranos son cortos y frescos, con mínimas de 3 °C y máximas de 11 °C, febrero es el mes más seco y julio el más húmedo.
La primavera comienza a mitad de mayo, y aunque los días aún son muy fríos, es un poco más suave que el clima de invierno, aproximadamente de 2 °C. Debido a su posición en la costa del mar, son comunes los días grises, alrededor de 115 días al año suelen presentar niebla muy espesa, dando como resultado que el pueblo reciba muy pocas horas de sol en el año.
| Parámetros climáticos promedio de Uelen (1991-2020) | Parámetros climáticos promedio de Uelen (1991-2020) | Parámetros climáticos promedio de Uelen (1991-2020) | Parámetros climáticos promedio de Uelen (1991-2020) | Parámetros climáticos promedio de Uelen (1991-2020) | Parámetros climáticos promedio de Uelen (1991-2020) | Parámetros climáticos promedio de Uelen (1991-2020) | Parámetros climáticos promedio de Uelen (1991-2020) | Parámetros climáticos promedio de Uelen (1991-2020) | Parámetros climáticos promedio de Uelen (1991-2020) | Parámetros climáticos promedio de Uelen (1991-2020) | Parámetros climáticos promedio de Uelen (1991-2020) | Parámetros climáticos promedio de Uelen (1991-2020) | Parámetros climáticos promedio de Uelen (1991-2020) |
| Mes                                                 | Ene.                                                | Feb.                                                | Mar.                                                | Abr.                                                | May.                                                | Jun.                                                | Jul.                                                | Ago.                                                | Sep.                                                | Oct.                                                | Nov.                                                | Dic.                                                | Anual                                               |
| --------------------------------------------------- | --------------------------------------------------- | --------------------------------------------------- | --------------------------------------------------- | --------------------------------------------------- | --------------------------------------------------- | --------------------------------------------------- | --------------------------------------------------- | --------------------------------------------------- | --------------------------------------------------- | --------------------------------------------------- | --------------------------------------------------- | --------------------------------------------------- | --------------------------------------------------- |
| Temp. máx. abs. (°C)                                | 6.1                                                 | 5.6                                                 | 3.9                                                 | 8.9                                                 | 10.8                                                | 22.1                                                | 25.0                                                | 22.0                                                | 16.3                                                | 14.0                                                | 9.0                                                 | 10.0                                                | 25.0                                                |
| Temp. máx. media (°C)                               | -16.5                                               | -16.0                                               | -15.0                                               | -8.6                                                | -0.3                                                | 6.2                                                 | 10.3                                                | 9.3                                                 | 5.9                                                 | 1.6                                                 | -3.6                                                | -11.7                                               | -3.2                                                |
| Temp. media (°C)                                    | -19.5                                               | -19.2                                               | -18.5                                               | -11.8                                               | -2.5                                                | 3.3                                                 | 7.1                                                 | 6.9                                                 | 4.2                                                 | -0.1                                                | -6.0                                                | -14.3                                               | -5.9                                                |
| Temp. mín. media (°C)                               | -22.6                                               | -22.4                                               | -21.9                                               | -15.0                                               | -4.5                                                | 1.2                                                 | 4.6                                                 | 4.9                                                 | 2.6                                                 | -1.8                                                | -8.7                                                | -17.2                                               | -8.4                                                |
| Temp. mín. abs. (°C)                                | -44.1                                               | -43.2                                               | -43.6                                               | -36.1                                               | -25.0                                               | -10.0                                               | -1.5                                                | -2.2                                                | -7.8                                                | -22.0                                               | -34.0                                               | -41.1                                               | -44.1                                               |
| Precipitación total (mm)                            | 19                                                  | 18                                                  | 12                                                  | 15                                                  | 14                                                  | 14                                                  | 32                                                  | 43                                                  | 36                                                  | 43                                                  | 23                                                  | 20                                                  | 289                                                 |
| Nevadas (cm)                                        | 36                                                  | 46                                                  | 58                                                  | 68                                                  | 55                                                  | 8                                                   | 0                                                   | 0                                                   | 0                                                   | 3                                                   | 13                                                  | 22                                                  | 309                                                 |
| Días de lluvias (≥ 1 mm)                            | 0.03                                                | 1                                                   | 0.1                                                 | 1                                                   | 4                                                   | 10                                                  | 15                                                  | 18                                                  | 18                                                  | 9                                                   | 2                                                   | 1                                                   | 79.1                                                |
| Días de nevadas (≥ 1 mm)                            | 16                                                  | 15                                                  | 14                                                  | 18                                                  | 16                                                  | 5                                                   | 1                                                   | 1                                                   | 7                                                   | 21                                                  | 23                                                  | 18                                                  | 155                                                 |
| Horas de sol                                        | 10                                                  | 70                                                  | 160                                                 | 198                                                 | 158                                                 | 213                                                 | 212                                                 | 114                                                 | 69                                                  | 32                                                  | 14                                                  | 1                                                   | 1251                                                |
| Humedad relativa (%)                                | 82                                                  | 80                                                  | 81                                                  | 83                                                  | 88                                                  | 89                                                  | 89                                                  | 90                                                  | 88                                                  | 86                                                  | 84                                                  | 84                                                  | 85.3                                                |
| Fuente n.º 1: Погода и климат                       |                                                     |                                                     |                                                     |                                                     |                                                     |                                                     |                                                     |                                                     |                                                     |                                                     |                                                     |                                                     |                                                     |
| Fuente n.º 2: NOAA (Horas de sol, 1961-1990)        |                                                     |                                                     |                                                     |                                                     |                                                     |                                                     |                                                     |                                                     |                                                     |                                                     |                                                     |                                                     |                                                     |

## Información general
La distancia entre Uelen y la capital de raión (Lavrentiya), es de unos 140 km. 
La población es particularmente activa en la caza de mamíferos marinos como las focas anilladas (primavera), morsas y ballenas (tanto en verano y otoño), siendo su actividad principal. 
Uelen es un conocido centro de Chukotka de tratamiento de marfil de morsa. En 1931 un taller de talla de marfil se estableció en el pueblo. Los mejores talladores de Chukotka trabajaron aquí. Más tarde se abrió un museo que se unió al taller.
El pueblo tiene una escuela, un internado y un centro de cuidado infantil. En los últimos años también se construyó una pequeña iglesia ortodoxa.